# Наполитано, Джанет
Джанет Энн Наполитано (англ. Janet Ann Napolitano; род. 29 ноября 1957, Нью-Йорк) — американский политик, министр внутренней безопасности США (2009—2013). В 2012 году заняла 9-е место в списке 100 самых влиятельных женщин мира по версии журнала Forbes. Губернатор Аризоны (2003—2009). Президент Калифорнийских университетов (2013—2020). Член Американского философского общества (2018).

## Биография
В 1979 году окончила Университет Санта-Клары (Калифорния) со степенью бакалавра политологии summa cum laude, была принята в Phi Beta Kappa. В 1983 году получила степень доктора права (J.D.) в юридической школе Университета Виргинии. После учёбы занялась юридической деятельностью.
В 1993 году Билл Клинтон назначил её на пост федерального прокурора США в Аризоне, а с 1999 по 2002 год она являлась главным прокурором штата. В 2002 году Наполитано победила на выборах губернатора Аризоны; в 2006 году она была переизбрана на эту должность. На этом посту она придерживалась центристских взглядов. Наполитано уделяла особое внимание вопросам образования, уровню заработных плат преподавателей, а также боролась с нелегальной иммиграцией. Если к началу её губернаторской деятельности дефицит бюджета штата составлял около миллиарда долларов, то к 2006 году он стал уже профицитным и составил около 300 миллионов долларов. В 2005 году журнал Time включил её в число пяти лучших губернаторов США.
В конце 2008 года Барак Обама объявил о назначении Наполитано на должность министра национальной безопасности США. 20 января 2009 года Сенат утвердил её кандидатуру; в тот же день она сняла с себя полномочия губернатора Аризоны. В новую должность она официально вступила на следующий день — 21 января, занимала этот пост по 6 сентября 2013 года.
С 30 сентября 2013 года по 1 августа 2020 года являлась президентом Калифорнийских университетов.
Также с 2014 года работает на постоянном контракте в штате Goldman School of Public Policy Калифорнийского университета в Беркли.
Член Американской академии искусств и наук (2015).
В мае 2022 года Наполитано была назначена членом Президентского консультативного совета по разведке.
Удостоена Thomas Jefferson Foundation Medal in Law (2010).